# Programma '96
Programma '96 is het vierde studioalbum van de Belgische rockband Noordkaap. Het werd in 1996 uitgebracht en is vooral bekend van de hit "Satelliet Suzy".

## Achtergrond
Na de soundtrack Manneken Pis bracht Noordkaap het album Programma '96 uit. Hun vierde studioalbum werd vooral bekend om de single "Satelliet Suzy", dat zou uitgroeien tot een van de bekendste nummers van de groep. Pas toen het album bijna af was, kwam de groep tot de vaststelling dat er geen enkele single op stond. Uit vrees dat ze zonder single niet voldoende op de radio zouden gedraaid worden, werkten Stijn Meuris en Lars Van Bambost snel het nummer "Satelliet Suzy" uit.
Reeds in 1996 hing het einde van de groep Noordkaap in de lucht. In april 1996 werd Programma '96 door zanger Stijn Meuris bestempeld als het mogelijk laatste album van de groep. Uiteindelijk bracht Noordkaap nog een soundtrack en een studioalbum uit alvorens een einde te maken aan de groep.

## Nummers
1. Vrije Expressie – 4:17
2. Satelliet Suzy – 2:48
3. Wat Is Hip? – 3:38
4. Jedesmahl Hurts Me More – 4:15
5. Programma '96 – 4:08
6. Het Oudste Jongetje Van De Wereld – 3:18
7. Soms Schrik – 5:18
8. Hilde En Het Huis – 3:05
9. Drift – 4:47
10. Meisje Jouw Show – 4:10
11. Gilles – 2:15
12. Zij Is Zoveel Keren Beter – 5:03
13. Vrije Expressie #4 – 1:52
14. Ruimteschip Rudy – 1:11

## Medewerkers
Noordkaap
- Stijn Meuris – zang
- Lars Van Bambost – gitaar
- Erik Sterckx – basgitaar
- Nico Van Calster – drum
- Wim De Wilde – toetsen

Overige
- Wouter Van Belle – producent
- Jo Francken – geluidstechniek